# Municipio Gómez
Gómez o Francisco Esteban Gómez es un municipio ubicado al noreste de la Isla de Margarita en el Estado Nueva Esparta, Venezuela. Tiene una superficie de 97,79 km² y una población de 45 409 habitantes (censo 2001). Su capital es Santa Ana, el municipio está dividido en 5 parroquias, Bolívar, Guevara, Matasiete, Santa Ana y Sucre. El turismo, la artesanía y el comercio son las principales actividades económicas del municipio.

## Geografía

### Límites
- Al norte: con el Mar Caribe.
- Al sur: con el municipio Díaz, perteneciente al estado Nueva Esparta.
- Al este: con los municipios Antolín del Campo y Arismendi, ambos del estado Nueva Esparta.

al oeste: con peninusla Marcano

### Organización parroquial
Ha sufrido muchos cambios y organización. Fue Cantón, distrito y ahora municipio. Se subdivide en parroquias que abarcan las poblaciones de Altagracia, Tacarigua, Pedro González, Guayacan, el Cercado, Santa Ana, la Vecindad y el Maco de Bolívar.
| Parroquia       | Capital                 | Superficie | Población | Densidad |
| --------------- | ----------------------- | ---------- | --------- | -------- |
| Bolívar         | Bolívar (El Maco)       | km²        | hab.      | hab./km² |
| Guevara         | Valle de Pedro González | km²        | hab.      | hab./km² |
| Matasiete       | Tacarigua               | km²        | hab.      | hab./km² |
| Santa Ana       | Santa Ana               | km²        | hab.      | hab./km² |
| Sucre           | Altagracia              | km²        | hab.      | hab./km² |
| Municipio Gómez | Santa Ana               | km²        | hab.      | hab./km² |

## Demografía

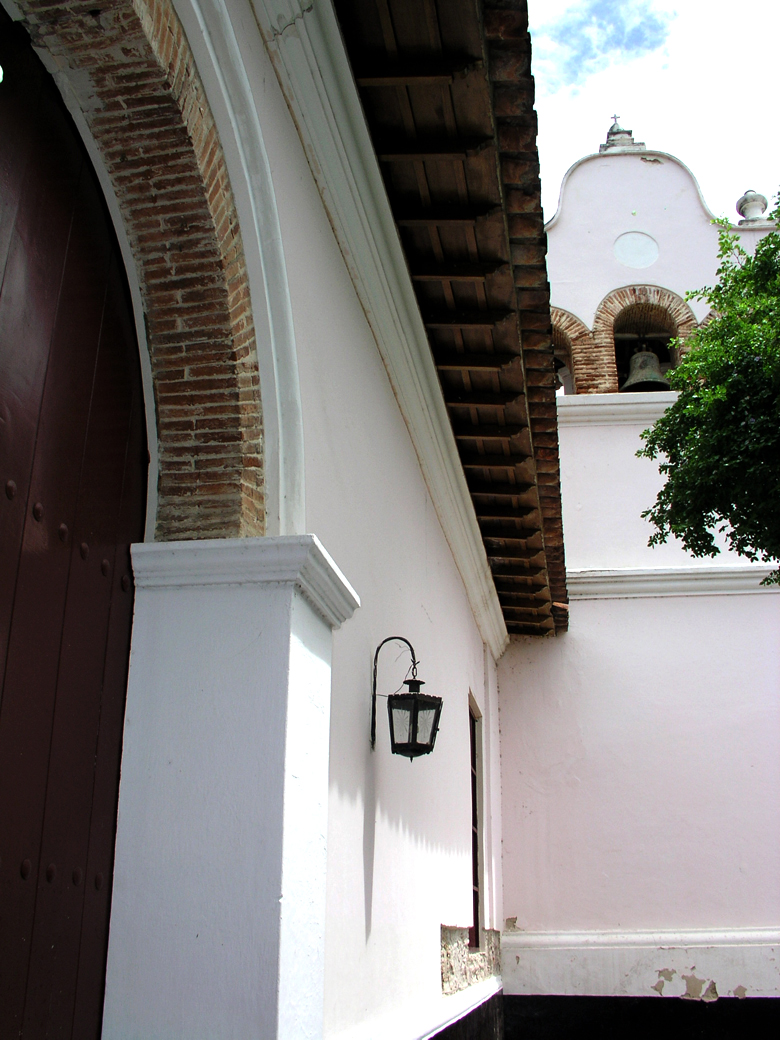
Iglesia de Santa Ana.

Santa Ana, también conocida como Santa Ana del Norte, Villa del Norte o simplemente Norte, es la capital del municipio Gómez, en el estado Nueva Esparta. Durante la época colonial, fue una de las poblaciones más importantes de la isla de Margarita, destacándose por su relevancia política, económica y estratégica. Su protagonismo se acentuó durante la Guerra de Independencia de Venezuela, convirtiéndose en escenario de hechos históricos de gran trascendencia.
En 1811, el Congreso de la República le otorgó el título de Villa, distinción que fue ratificada por el Libertador Simón Bolívar en el año 1816, en reconocimiento a su papel en la causa independentista.
Uno de los episodios más significativos de su historia tuvo lugar el 6 de mayo de 1816, cuando en la iglesia de Santa Ana se celebró una Asamblea de Notables, en la cual Simón Bolívar fue reconocido como Jefe Supremo de la República de Venezuela.

## Cultura

### Festividades
- Carnaval Comunal Gómez, se suelen presentar las categorías de traje individual, infantil y adulto, comparsa y carroza. El recorrido se realiza desde la Alcaldía hasta la plaza de la comunidad de Altagracia, pasando por las poblaciones de Santa Ana, Tacarigua, El Maco, El Cercado, La Vecindad, Pedro González y Altagracia.[4]

### Folklore
Cantos tradicionales, diversiones pascuales. La música del folklor siempre va acompañada de letras previamente escritas o improvisadas que le da el sentido de lo folclórico y popular.

## Playas
- Las Arenas
- Zaragoza (Pedro González)
- Puerto Cruz
- Puerto Viejo
- Guayacán
- Constanza
- Caribe
- La boquita
- Bahía de plata

## Política y gobierno

### Alcaldes
| Período     | Alcalde                  | Partido político / Alianza | % de votos | Notas |
| ----------- | ------------------------ | -------------------------- | ---------- | --- |
| 1989 - 1992 | Luis Aquiles Rojas Ordaz | MAS / COPEI                | 53,49      | Primer alcalde bajo elecciones directas |
| 1992 - 1995 | Tomás Rodríguez Mata     | COPEI                      | 42,41      | Segundo alcalde bajo elecciones directas |
| 1995 - 2000 | Sabas Rodríguez          | AD                         | -          | Tercer alcalde bajo elecciones directas (se realizaron elecciones generales adelantadas en el 2000 debido a la aprobación de la Constitución de 1999) |
| 2000 - 2004 | Sabas Rodríguez          | AD                         | 37,76      | Reelecto |
| 2004 - 2008 | Luis Aquiles Rojas Ordaz | PODEMOS/MVR                | 44,40      | Cuarto alcalde bajo elecciones directas |
| 2008 - 2013 | Yannelys Patiño          | PSUV                       | 37,86      | Quinto alcalde bajo elecciones directas (se postergan 1 año las elecciones municipales pautadas para finales del 2012)                                |
| 2013 - 2017 | Yannelys Patiño          | PSUV                       | 54,77      | Reelecta |
| 2017 - 2021 | Yannelys Patiño          | PSUV                       | 64,70      | Reelecta. Falleció en 2021 a causa del COVID-19 |
| 2021 - 2025 | Emilio Velásquez         | FV                         | 49,78      | Sexto alcalde bajo elecciones directas.Desde 2022 se unió al partido PSUV.                                                                            |

### Concejo municipal
| Concejales:          | Partido político / Alianza |
| -------------------- | -------------------------- |
| Celis Tomas Acosta   | AD                         |
| Vicente Rojas        | AD                         |
| Irving Salazar Gil   | AD                         |
| Teofilo Gil          | AD                         |
| Enrique Rivero Nuñez | COPEI                      |
| Santiago Amparan     | COPEI                      |
| Felix Bauza          | MAS                        |

Período 1992 - 1995
| Concejales:              | Partido político / Alianza |
| ------------------------ | -------------------------- |
| Genaro Marín             | AD                         |
| Otilio Alfonzo           | AD                         |
| Marcelino Rios           | AD                         |
| Alfredo Mata             | COPEI                      |
| Luis Rodríguez           | COPEI                      |
| Ramón Narváez            | COPEI                      |
| Luis Aquiles Rojas Ordaz | MAS                        |

Período 1995 - 2000
| Concejales:       | Partido político / Alianza |
| ----------------- | -------------------------- |
| Francisco Mata    | AD                         |
| Enrique Agreda    | AD                         |
| Marcelino Rios    | AD                         |
| Luis Jiménez      | COPEI                      |
| Luis Velásquez    | COPEI                      |
| Francisco Jiménez | MAS                        |
| Dalmiro Malave    | CONVERGENCIA               |

Período 2013 - 2018:
| Concejales    | Partido político / Alianza |
| ------------- | -------------------------- |
| Juan Salazar  | PSUV                       |
| José David    | PSUV                       |
| Nirza Carreño | PSUV                       |
| Fredys Pino   | PSUV                       |
| José Agreda   | PSUV                       |
| José Moreno   | PSUV                       |
| Carmen Franco | PSUV                       |

Período 2018 - 2021
| Concejales      | Partido político / Alianza |
| --------------- | -------------------------- |
| Aquielis Rojas  | PSUV                       |
| Nirza Carreño   | PSUV                       |
| Juan Salazar    | PSUV                       |
| Fredys Pino     | PSUV                       |
| José Agreda     | PSUV                       |
| Carmen Franco   | PSUV                       |
| Fermin González | PSUV                       |

Período 2021 - 2025
| Concejales        | Partido político / Alianza |
| ----------------- | -------------------------- |
| José Guzmán       | PSUV                       |
| Vanessa Larez     | PSUV                       |
| Nirza Carreño     | PSUV                       |
| Nico Quijada      | PSUV                       |
| Yolanda Rodríguez | FV                         |
| Melido Hernández  | FV                         |
| Yaneth Guilarte   | FV                         |